# Династія Канва
Дина́стія Канва — династія, що правила Маґадгою після падіння династії Шунга у 75 році до н. е. Правління цієї династії тривало 45 років. Була повалена у 30 році до н. е. внаслідок протистояння з державою Сатаваханів.

## Історія
Засновником династії став міністр-брахман Васудева, який у 75 році до н. е. повалив магараджу Девабхуті Шунга, заснувавши власну династію Канва або Канваяна. Деякий час її представники контролювали сучасний Деккан, частину східної та центральної Індії. Згодом вступили у боротьбу із Сатаваханами, яка зрештою призвела до занепаду й падіння самої династії.

## Володарі
- Васудева (75—66 до н. е.)
- Бумімітра (66—52 до н. е.)
- Нараяна (52—40 до н. е.)
- Сусарман (40—30 до н. е.)